# Cryptorhopalum focale
Cryptorhopalum focale is een keversoort uit de familie spektorren (Dermestidae). De wetenschappelijke naam van de soort werd in 1985 gepubliceerd door Beal.